# Aristolochia klugii
Aristolochia klugii är en piprankeväxtart som beskrevs av Otto Christian Schmidt. Aristolochia klugii ingår i släktet piprankor, och familjen piprankeväxter. Inga underarter finns listade i Catalogue of Life.